# Rob Maas (1932)
Rob Maas (Voorburg, 31 maart 1932) is de oprichter van de muziekbibliotheek Stichting Centrale Discotheek Rotterdam (CDR).
Nadat eerdere pogingen niet van de grond waren gekomen nam Maas in 1961 het initiatief tot de oprichting van een uitleendiscotheek. De CDR groeide onder de leiding van Maas, die van 1961 tot 2001 directeur was, uit tot een nationaal instituut met een van Europa ’s grootste verzamelingen lp’s en cd’s.
Maas kreeg, volgens de Laurensstichting "voor zijn streven om op een laagdrempelige manier voor een breed publiek grammofoonplaten ter beschikking te stellen" de Laurenspenning en in 2002 de Erasmusspeld van de gemeente Rotterdam. In 2003 werd hij benoemd tot Officier in de Orde van Oranje-Nassau.